# Beauty and the Beast (nhạc phim 1991)
| Đánh giá chuyên môn | Đánh giá chuyên môn |
| Nguồn đánh giá      | Nguồn đánh giá      |
| Nguồn               | Đánh giá            |
| ------------------- | ------------------- |
| Allmusic            | [ 1 ]               |
| Filmtracks          | [ 2 ]               |

Beauty and the Beast: Original Motion Picture Soundtrack là album nhạc phim của bộ phim hoạt hình Disney phát hành năm 1991 đã giành giải Oscar Người đẹp và quái vật. Các bài hát gốc của phim do nhạc sĩ Alan Menken biên soạn; với phần lời của Howard Ashman. Album đã nhận được giải Giải Oscar cho nhạc phim gốc hay nhất, Giải Quả cầu vàng cho nhạc phim gốc hay nhất và Giải Grammy cho bộ sưu tập nhạc không lời hay nhất viết cho phim hoặc chương trình truyền hình. Album cũng được đề cử cho Giải BAFTA cho nhạc phim gốc hay nhất (nhưng đã để mất vào phần nhạc phim Strictly Ballroom).
Vào năm 2001, album nhạc phim được phát hành lại lần thứ hai dưới dạng một"Phiên bản đặc biệt"trùng với dịp ra mắt lại bộ phim dưới định dạng IMAX. Lần ra mắt mới này có thêm phiên bản trong phim của bài hát Transformation, vốn đã bị thay thế bởi một phiên bản sớm hơn (nhưng không được sử dụng) trong một số bản thu âm nén ra mắt sớm hồi đó; bài hát mới được hoạt hình có tên gọi Human Again; bài nhạc không lời ban đầu định sử dụng cho phân cảnh biến hình, (với tên gọi ở đây là Death of the Beast [Early Version]) và các bản thu âm thử của bài hát Be Our Guest và ca khúc tựa đề của phim. Album nhạc phim một lần nữa được phát hành lại vào tháng 10 năm 2010, dưới dạng"Phiên bản kim cương", trùng với lần ra mắt rất thành công"phiên cảm kim cương"dưới dạng đĩa Blu-ray và DVD của phim. Phiên bản này cũng bao gồm bản thu âm ca khúc "Beauty and the Beast" của Jordin Sparks.

## Danh sách bài hát
Trong phim, bài hát số 8 xuất hiện sau bài hát số 9.
Tất cả lời bài hát được viết bởi Howard Ashman; tất cả nhạc phẩm được soạn bởi Alan Menken.
| STT              | Nhan đề                                                       | Nghệ sĩ thu âm                                 | Thời lượng |
| ---------------- | ------------------------------------------------------------- | ---------------------------------------------- | ---------- |
| 1.               | "Prologue" (Score) (Includes narration by David Ogden Stiers) |                                                | 2:26       |
| 2.               | "Belle" ([A])                                                 | Paige O'Hara, Richard White, Chorus            | 5:09       |
| 3.               | "Belle" (Reprise)                                             | O'Hara                                         | 1:05       |
| 4.               | "Gaston"                                                      | Jesse Corti, White, Chorus                     | 3:40       |
| 5.               | "Gaston" (Reprise)                                            | Corti, White, Chorus                           | 2:04       |
| 6.               | "Be Our Guest" ([A])                                          | Angela Lansbury, Jerry Orbach, Chorus          | 3:44       |
| 7.               | "Something There"                                             | Lansbury, Stiers, Orbach, O'Hara, Robby Benson | 2:19       |
| 8.               | "The Mob Song"                                                | White, Chorus                                  | 3:30       |
| 9.               | "Beauty and the Beast" ([B])                                  | Lansbury                                       | 2:46       |
| 10.              | "To the Fair" (Score)                                         |                                                | 1:58       |
| 11.              | "West Wing" (Score)                                           |                                                | 3:42       |
| 12.              | "The Beast Lets Belle Go" (Score)                             |                                                | 2:22       |
| 13.              | "Battle on the Tower" (Score)                                 |                                                | 5:29       |
| 14.              | "Transformation" (Score)                                      |                                                | 5:47       |
| 15.              | "Beauty and the Beast" (song ca) ([B])                        | Céline Dion & Peabo Bryson                     | 4:04       |
| Tổng thời lượng: | Tổng thời lượng:                                              | Tổng thời lượng:                               | 50:12      |

| Bài hát bổ sung năm 2010 | Bài hát bổ sung năm 2010     | Bài hát bổ sung năm 2010 | Bài hát bổ sung năm 2010 |
| STT                      | Nhan đề                      | Nghệ sĩ thu âm           | Thời lượng               |
| ------------------------ | ---------------------------- | ------------------------ | ------------------------ |
| 16.                      | "Beauty and the Beast" ([C]) | Jordin Sparks            | 3:14                     |
| Tổng thời lượng:         | Tổng thời lượng:             | Tổng thời lượng:         | 53:26                    |

| Bản đặc biệt năm 2001 | Bản đặc biệt năm 2001                                               | Bản đặc biệt năm 2001                            | Bản đặc biệt năm 2001 |
| STT                   | Nhan đề                                                             | Nghệ sĩ thu âm                                   | Thời lượng            |
| --------------------- | ------------------------------------------------------------------- | ------------------------------------------------ | --------------------- |
| 1.                    | "Prologue" (Score) (Narration by Stiers)                            |                                                  | 2:26                  |
| 2.                    | "Belle"                                                             | O'Hara, White, Chorus                            | 5:09                  |
| 3.                    | "Belle" (Reprise)                                                   | O'Hara                                           | 1:05                  |
| 4.                    | "Gaston"                                                            | Corti, White, Chorus                             | 3:40                  |
| 5.                    | "Gaston" (Reprise)                                                  | Corti, White, Chorus                             | 2:04                  |
| 6.                    | "Be Our Guest"                                                      | Lansbury, Orbach, Chorus                         | 3:44                  |
| 7.                    | "Something There"                                                   | Lansbury, Stiers, Orbach, O'Hara, Benson         | 2:19                  |
| 8.                    | "Human Again" (chưa phát hành trước đó) ([D])                       | Lansbury, Stiers, Orbach, Jo Anne Worley, Chorus | 4:54                  |
| 9.                    | "The Mob Song"                                                      | White, Chorus                                    | 3:30                  |
| 10.                   | "Beauty and the Beast"                                              | Lansbury                                         | 2:46                  |
| 11.                   | "To the Fair" (Score)                                               |                                                  | 1:58                  |
| 12.                   | "West Wing" (Score)                                                 |                                                  | 3:42                  |
| 13.                   | "The Beast Lets Belle Go" (Score)                                   |                                                  | 2:22                  |
| 14.                   | "Battle on the Tower" (Score)                                       |                                                  | 5:29                  |
| 15.                   | "Transformation" (Score)                                            |                                                  | 5:47                  |
| 16.                   | "Be Our Guest" (Demo) (chưa phát hành trước đó)                     | Ashman                                           | 3:29                  |
| 17.                   | "Beauty and the Beast" (Work Tape & Demo) (chưa phát hành trước đó) | Menken & Ashman                                  | 3:58                  |
| 18.                   | "Beauty and the Beast"                                              | Dion & Bryson                                    | 4:04                  |
| 19.                   | "Death of the Beast" (Score) (Early Version) ([E])                  |                                                  | 1:29                  |
| Tổng thời lượng:      | Tổng thời lượng:                                                    | Tổng thời lượng:                                 | 1:04:43               |

## Các bài hát/nhạc nền chưa được phát hành
1. Prologue (không có lời dẫn chuyện) (Đoạn này đã được đưa vào bộ đĩa CD Music Behind the Magic, nhưng không được phát hành trong bất cứ album thương mai nào) [2:32]
2. Belle (bản không lời) [5:04]
3. Gaston Stops Belle [0:56]
4. The Spooky Forest / Wolf Attack (Đoạn này đã được đưa vào bộ đĩa CD Music Behind the Magic, nhưng không được phát hành trong bất cứ album thương mai nào) [2:38]
5. A Guest in the Castle [3:04]
6. Gaston Proposes to Belle [1:33]
7. Belle Phiên bản mở rộng (bản không lời) [1:00]
8. Belle Goes in Search of Maurice / Take Me Instead [3:50]
9. Belle's New Home (Đoạn này được phát hành một phần trên băng cassette và CD ban đầu, nhưng không xuất hiện trong album Phiên bản đặc biệt) [1:49]
10. Gaston (bản không lời) [3:36]
11. Gaston Reprise (bản không lời) [1:52]
12. Belle Meets the Servants [1:23]
13. An Invitation to Dinner / Nothing But a Monster [3:03]
14. The Wandering Guest [0:41]
15. Music?! / Be Our Guest (bản không lời) [3:43]
16. Tour of the Castle [2:14]
17. Helping the Beast [0:25]
18. Belle Tends to the Beast's Wounds / Gaston's Plot / Maurice Goes For Belle [2:00]
19. Something Special for Belle [2:03]
20. Breakfast with the Beast /"Something There"(bản không lời) [2:40]
21. Cleaning the Castle [0:35]
22. "Human Again"(bản không lời) [4:40]
23. Grooming the Beast [1:00]
24. Beauty and the Beast (bản không lời) [2:42]
25. Belle Leaves / Finding Maurice / A Stow-a-way [1:39]
26. Gaston's Plan [1:45]
27. "The Mob Song"(bản không lời) [3:26]
28. Battle on the Tower (bản đầy đủ) [5:27]
29. Transformation (bản trong phim) [5:46]
30. Transformation (đoạn điệp khúc Sans Disney Chorus) [5:46]

Tổng thời lượng nhạc phim không được phát hành, không tính bản không lời của các bài hát:  khoảng 33 phút
Tổng thời lượng nhạc phim không được phát hành, tính cả bản không lời của các bài hát: khoảng 1 giờ

## Xếp hạng
| Bảng xếp hạng (1991–2017)           | Vị trí cao nhất |
| ----------------------------------- | --------------- |
| Album Úc (ARIA)                     | 14              |
| Album Ireland (IRMA)                | 28              |
| Album Hà Lan (Album Top 100)        | 25              |
| Album New Zealand (RMNZ)            | 21              |
| Album Tây Ban Nha (PROMUSICAE)      | 95              |
| Album Hoa Kỳ Billboard 200          | 19              |
| Album Hoa Kỳ Soundtrack (Billboard) | 9               |

## Chứng nhận
| Quốc gia                                                                                              | Chứng nhận  | Số đơn vị/doanh số chứng nhận |
| --- | ----------- | ----------------------------- |
| Anh Quốc (BPI)                                                                                        | Silver      | 60.000^                       |
| Canada (Music Canada)                                                                                 | Bạch kim    | 100.000^                      |
| Đức (BVMI)                                                                                            | Vàng        | 250.000‡                      |
| Hoa Kỳ (RIAA)                                                                                         | 3× Bạch kim | 3.000.000^                    |
| Nhật Bản (RIAJ)                                                                                       | Vàng        | 100.000^                      |
| Úc (ARIA)                                                                                             | Vàng        | 35.000^                       |
| Tây Ban Nha (PROMUSICAE)                                                                              | Bạch kim    | 100.000^                      |
| ^ Chứng nhận dựa theo doanh số nhập hàng. ‡ Chứng nhận dựa theo doanh số tiêu thụ và phát trực tuyến. |             |                               |